# Les Loges-Margueron
Les Loges-Margueron és un municipi francès situat al departament de l'Aube i a la regió del Gran Est. L'any 2007 tenia 221 habitants.

## Demografia

### Població
El 2007 la població de fet de Les Loges-Margueron era de 221 persones. Hi havia 84 famílies de les quals 29 eren unipersonals (11 homes vivint sols i 18 dones vivint soles), 22 parelles sense fills, 29 parelles amb fills i 4 famílies monoparentals amb fills.
La població ha evolucionat segons el següent gràfic:
Habitants censats

### Habitatges
El 2007 hi havia 101 habitatges, 80 eren l'habitatge principal de la família, 10 eren segones residències i 10 estaven desocupats. 84 eren cases i 5 eren apartaments. Dels 80 habitatges principals, 49 estaven ocupats pels seus propietaris, 26 estaven llogats i ocupats pels llogaters i 5 estaven cedits a títol gratuït; 7 tenien una cambra, 6 en tenien dues, 11 en tenien tres, 17 en tenien quatre i 38 en tenien cinc o més. 59 habitatges disposaven pel capbaix d'una plaça de pàrquing. A 37 habitatges hi havia un automòbil i a 39 n'hi havia dos o més.

### Piràmide de població
La piràmide de població per edats i sexe el 2009 era:
| Homes | Edats   | Dones |
| ----- | ------- | ----- |
| 0     | 95 o +  | 0     |
| 0     | 90 a 94 | 0     |
| 0     | 85 a 89 | 0     |
| 4     | 80 a 84 | 4     |
| 8     | 75 a 79 | 8     |
| 0     | 70 a 74 | 4     |
| 0     | 65 a 69 | 4     |
| 4     | 60 a 64 | 0     |
| 0     | 55 a 59 | 0     |
| 12    | 50 a 54 | 12    |
| 12    | 45 a 49 | 0     |
| 4     | 40 a 44 | 12    |
| 4     | 35 a 39 | 4     |
| 4     | 30 a 34 | 8     |
| 8     | 25 a 29 | 8     |
| 8     | 20 a 24 | 4     |
| 8     | 15 a 19 | 0     |
| 0     | 10 a 14 | 4     |
| 4     | 5 a 9   | 0     |
| 8     | 0 a 4   | 0     |

## Economia
El 2007 la població en edat de treballar era de 159 persones, 82 eren actives i 77 eren inactives. De les 82 persones actives 72 estaven ocupades (40 homes i 32 dones) i 10 estaven aturades (4 homes i 6 dones). De les 77 persones inactives 15 estaven jubilades, 55 estaven estudiant i 7 estaven classificades com a «altres inactius».

### Ingressos
El 2009 a Les Loges-Margueron hi havia 70 unitats fiscals que integraven 178 persones, la mediana anual d'ingressos fiscals per persona era de 18.680 €.

### Activitats econòmiques
Dels 8 establiments que hi havia el 2007, 1 era d'una empresa alimentària, 2 d'empreses de transport, 1 d'una empresa d'hostatgeria i restauració, 2 d'empreses de serveis, 1 d'una entitat de l'administració pública i 1 d'una empresa classificada com a «altres activitats de serveis».
L'únic servei als particulars que hi havia el 2009 era un veterinari.
L'únic establiment comercial que hi havia el 2009 era una carnisseria.

## Poblacions més properes
El següent diagrama mostra les poblacions més properes.